# Развој светског рекорда у брзом ходању на 10 километара за жене
Брзо ходање на 10 километара једна је од атлетских дисциплина брзог ходања, која се одржава на улици. Ово је била и олимпијска дисциплина у мушкој и женској конкуренцији коју је временом заменила дупло дужа на 20 км. Европскоо првенства у Атини 1997. било је последње велико такмичење на ком је била на програму сениорских такмичења.
Дисциплине исте дужине ходаља од 10.000 метара одржавале су се на стадионима и у дворани, али никад нису били на великим такмичењима.
Први светски рекорд у брзом ходању на 10 км у женској конкуренцији признат је од ИААФ (International Association of Athletics Federations – Међународна атлетска федерација), 1926. године. То је било време Албертин Режел из Француске од 58:14 минута.

Актуелни рекорд поставила је 20. априла 1996. Јелена Николајева из Русије у времену 41:04 минута.
ИААФ је ратификовано 22 светска рекорда у овој дисциплини.
| Време | Атлетичарка       | Земља      | Место               | Датум               |
| ----- | ----------------- | ---------- | ------------------- | ------------------- |
| 58:14 | Албертин Режел    | Француска  | Париз, Француска    | 11. новембар 1926.  |
| 56:26 | Маргит Линдстрем  | Шведска    | Стокхолм, Шведска   | 7. октобар 1934.    |
| 53:17 | Sandrah Holm      | Шведска    | Упсала, Шведска     | 19. мај 1935.       |
| 52:56 | Birgit Frisk      | Шведска    | Алмунге, Шведска    | 21. јун 1942.       |
| 51:14 | Мај Холмен        | Шведска    | Маријестад, Шведска | 9. август 1942.     |
| 51:11 | Стина Линдберг    | Шведска    | Јевле, Шведска      | 23. август 1942.    |
| 51:01 | Маргарета Симу    | Шведска    | Епелбо, Шведска     | 24. јун 1972.       |
| 49:04 | Маргарета Симу    | Шведска    | Епелбо, Шведска     | 22. јун 1976.       |
| 48:53 | Маргарета Симу    | Шведска    | Епелбо, Шведска     | 25. јун 1978.       |
| 48:40 | Торил Јилдер      | Норвешка   | Сефтеланд, Норвешка | 16. јун 1978.       |
| 47:24 | Торил Јилдер      | Норвешка   | Волер, Норвешка     | 15. 9. 1979.        |
| 46:28 | Сју Ор            | Аустралија | Мос, Норвешка       | 11. мај. 1980.      |
| 45:38 | Sally Pierson     | Аустралија | Мелбурн, Аустралија | 8. мај 1982.        |
| 45:32 | Сузан Кук         | Аустралија | Канбера, Аустралија | 10. јун 1982.       |
| 45:14 | Young Juxu        | Кина       | Берген, Норвешка    | 24. септембар 1983. |
| 44:52 | Олга Криштоп      | СССР       | Пенза, Русија       | 5. август 1984.     |
| 44:14 | Јен Хунг          | Кина       | Ђен, Кина           | 16. март. 1985.     |
| 43:22 | Олга Криштоп      | СССР       | Њујорк, САД         | 3. мај 1987.        |
| 42:52 | Кери Саксби       | Аустралија | Мелбурн, Аустралија | 4. мај 1987.        |
| 41:30 | Кери Саксби       | Аустралија | Канбера, Аустралија | 27. август 1988.    |
| 41:29 | Лариса Рамазанова | Русија     | Ижевск, Русија      | 4. јун 1995.        |
| 41:04 | Јелена Николајева | Русија     | Сочи, Русија        | 20. април. 1996.    |